# سزار و کلئوپاترا (فیلم)
سزار وکلئوپاترا (انگلیسی: Caesar and Cleopatra) فیلمی بریتانیایی در سبک کمدی رمانتیک به کارگردانی گابریل پاسکال است که در سال ۱۹۴۵ منتشر شد.
برخی صحنه‌ها توسط برایان دزموند هرست کارگردانی شد.

## خلاصه داستان
کلئوپاترای جوان تازه بر تخت نشسته که ژولیوس سزار به دیدن او می‌آید و به خاطر قدرتمندی و زیبایی اش به او دل می‌بندد.

## بازیگران
- کلود رینس
- ویوین لی
- استوارت گرانجر
- فلورا رابسون
- فرانسیس ال سالیوان
- سسیل پارکر
- آنتونی هاروی
- مایکل رنی
- استنلی هالووی
- لئو گن
- جین سیمونز
- راجر مور
- بازیل سیدنی
- جان لوری
- فلیکس آیلمر
- زنا مارشال
- کی کندال
- او.بی. کلارنس